# Keith Bradley, Baron Bradley

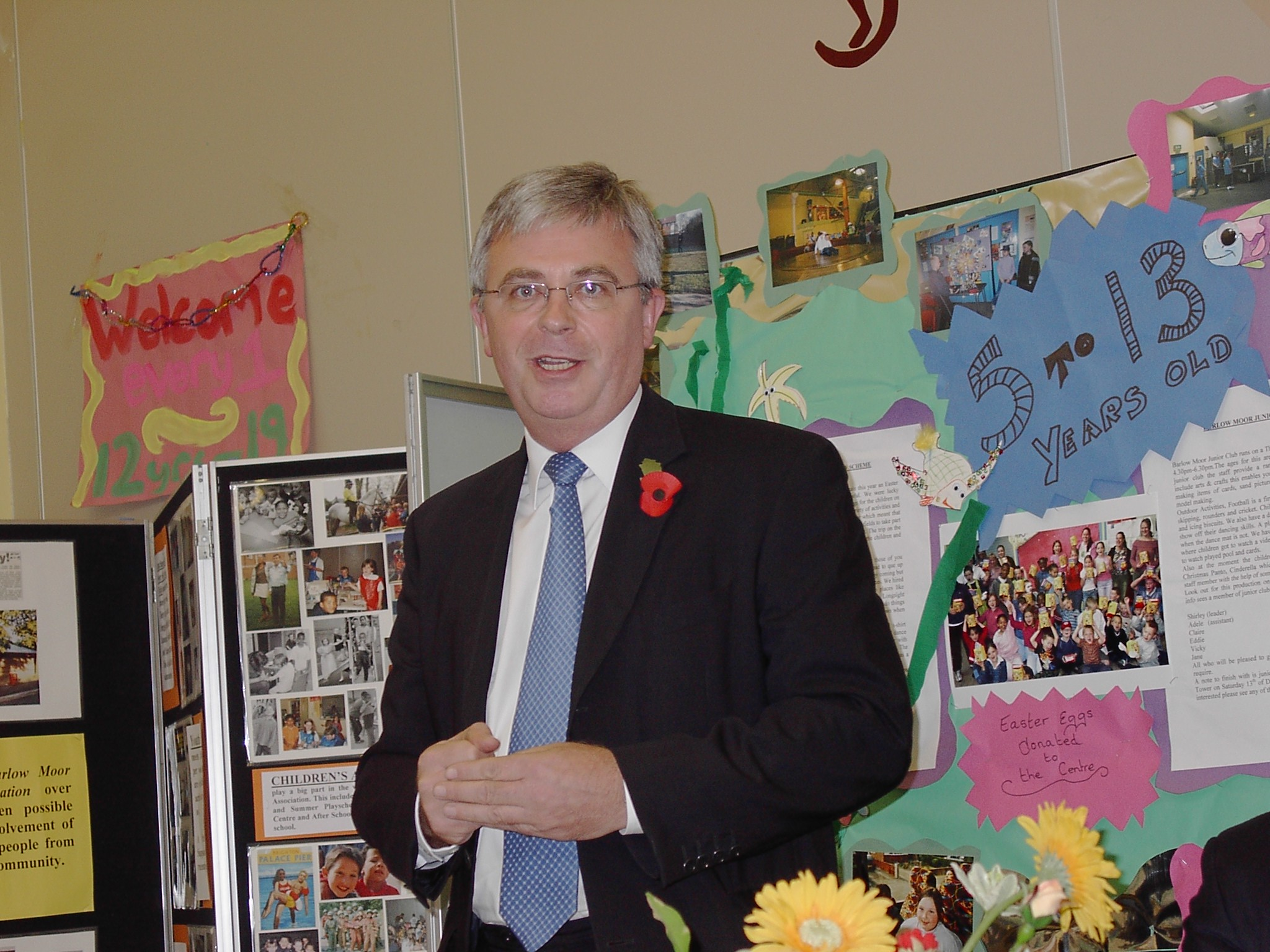
Keith Bradley, Baron Bradley

Keith John Charles Bradley, Baron Bradley, PC (* 17. Mai 1950 in Birmingham) ist ein britischer Politiker (Labour Party) und Life Peer. Er war von 1987 bis 2005 Abgeordneter des House of Commons für den Wahlkreis Manchester Withington.

## Leben
Bradley besuchte die Bishop Vesey's Grammar School in Sutton Coldfield. Er studierte an der Aston University, an der 1970 mit einem Diploma of Accounting (DipAcct) abschloss. 1976 erlangte er einen Bachelor of Arts in Sozialwissenschaften von der Manchester Polytechnic. Er schloss an der University of York 1978 mit einem Master of Philosophy ab. Von 1969 bis 1973 arbeitete er als beeidigter Wirtschaftsprüfer für die Kanzlei Charles Impey & Co. Er war wissenschaftlicher Referent („Research Officer“) für das Housing Department des Manchester City Council von 1978 bis 1981. Von 1981 bis 1987 war er „Secretary of Stockport“ des Community Health Council. 1984 bis 1988 war er Vorsitzender des Environment and Consumer Services Committee. Bradley war „City Council Director“ von Manchester Ship Canal Co von 1984 bis 1987 und vom Manchester Airport plc ebenfalls von 1984 bis 1987.
Bradley ist seit 1987 mit Rhona Ann Graham verheiratet. Sie haben zwei Söhne und eine Tochter.

## Mitgliedschaft im House of Commons
Bradley wurde erstmals 1987 ins Unterhaus gewählt, nachdem er zuvor seit 1983 in Old Moat Ward (Manchester) als Stadtrat („Councillor“) bis 1988 tätig war. Er wurde Nachfolger von Frederick Silvester. Von 1991 bis 1996 war er Schattenminister für soziale Sicherheit („Shadow Minister for social security“). Von 1996 bis 1997 war er Schattenminister für Transport.
Nach der Wahl 1997 wurde er Parlamentarischer Staatssekretär beim Department of Social Security und wurde dann 1998 Deputy Chief Whip und Treasurer of the Queen’s Household von 1998 bis 2001. Bradley war Staatsminister im Home Office („Minister for Criminal Justice, Sentencing and Law“) von 2001 bis 2002 und dann Hinterbänkler und Mitglied des „Health Select Committee“ 2003. Seit 2001 ist er Mitglied des Privy Council. Bradley verlor seinen Sitz im Parlament, als er bei der Wahl 2005 dem Kandidaten der Liberal Democrats, John Leech, unterlag.

## Mitgliedschaft im House of Lords
Im April 2006 wurde angekündigt, dass Bradley zum Life Peer ernannt werden soll. Am 12. Juni 2006 wurde er Baron Bradley, of Withington in the County of Greater Manchester.
Seit 2007 ist er Mitglied des Sonderausschusses „House“. Als seine politischen Interessen gibt er die kommunale Verwaltung, Wohnungsbau, Gesundheitspolitik, Pensionen, Armut und Sport an. Als Staaten von besonderem Interesse nennt er die Volksrepublik China, Frankreich und die USA.

## Weitere Ämter und Ehrungen
Bradley ist auch spezieller Berater des Präsidenten und Vizekanzler der University of Manchester. Im Oktober 2006 wurde Bradley zum Non-Executive Director des The Christie Hospital NHS Foundation Trust ernannt. Seit 2007 ist er Non-Executive Chair der Manchester, Salford and Trafford Lift Company und Aufsichtsratsmitglied (Council Member) der Medical Protection Society. Er ist Mitglied der Co-Opt Party.